# Arrefecimento a laser

Princípio simplificado do resfriamento do laser Doppler

O arrefecimento a laser refere-se a um certo número de técnicas em que amostras atómicas ou moleculares são arrefecidas através da interação com um ou mais campos de luz laser. O primeiro exemplo de arrefecimento a laser e, ainda o mais comum, é o arrefecimento Doppler.
Outros métodos de arrefecimento a laser incluem:
- Arrefecimento de Sísifo
- Armadilha de velocidade coerente selectiva
- Espalhamento de luz inelástico anti-Stokes
- Arrefecimento mediado por cavidade
- Arrefecimento por simpatia

## Arrefecimento Doppler
O arrefecimento Doppler o qual é normalmente acompanhado de uma força de armadilha magnética para obter uma armadilha óptico-magnética, é de longe o método mais comum para arrefecer a laser. É utilizado para arrefecer gases de baixa densidade até ao limite de arrefecimento doppler, o qual para o Rubidium 85 é de cerca de 150 microkelvin. Como o arrefecimento Doppler exige uma estrutura de níveis de energia determinada, designada por ciclo óptico fechado, o método está limitado a um pequeno número de elementos.
No arrefecimento Doppler, a frequência da luz é ajustada ligeiramente abaixo de uma transição electrónica no átomo.Visto a luz ser desregulada para o "vermelho" (isto é, para uma frequência mais baixa) da transição, os átomos irão absorver mais fotões se se moverem para a fonte de luz, devido ao efeito de Doppler. Assim se aplicarmos luz de dois sentidos opostos, os átomos irão irradiar mais fotões do feixe de laser que aponta para o sentido oposto ao do seu deslocamento. Em cada evento de irradiação o átomo irá perder um momento igual ao momento do fotão. Se o átomo, o qual está num estado excitado, emite fotões espontaneamente, será chutado na mesma quantidade de momento mas numa direção aleatória. O resultado do processo de absorção e de emissão é reduzir a velocidade do átomo, desde que a sua velocidade inicial seja maior do que a velocidade de retrocesso da irradiação de um único fotão. Se a absorção e emissão forem repetidas muitas vezes, a velocidade média e portanto a energia cinética do átomo baixará. Visto a temperatura de um conjunto de átomos ser uma medida da energia cinética aleatória interna, isto equivale a arrefecer os átomos.

## Outros métodos de arrefecimento a laser
Há outros processos de algum modo similares que também são designados por arrefecimento a laser nos quais fotões são usados para bombar o calor de um material e assim arrefecer o mesmo. O fenómeno foi demonstrado via flurescência anti-Stokes e têm sido estudadas a electroluminescência e a fotoluminescência como método de alcançar os mesmos efeitos. Em vários destes métodos a coerência da luz laser não é essencial ao processo, mas os laser são usados normalmente para obter uma elevada irradiação